# ژورس قازاریان
ژورنس قازاریان بازیکن فوتبال اسبق ایرانی ارمنی‌تبار بود که در باشگاه‌های فوتبال آرارات تهران، استقلال تهران، ماشین‌سازی تبریز، پارس‌خودرو، شموشک نوشهر و برق شیراز بازی می‌کرد.